# جين قافز

انتقال جينات على نفس الكروموسوم. يمكن أن يكون الانتقال إلى كروموسوم آخر.

الينقول أو الجينات القافزة أو الجين القابل للنقل أو المنتقل ((بالإنجليزية: Transposon)‏ ترانسبورون) هي جينات على حمض نووي ريبوزي منقوص الأكسجين يمكنها التحرك اٍلى مواقع مختلفة داخل الجينوم الخلوي لخلية بعينها (مجموع الصبغيات) ، وينغرز في كروموسوم ما، تسمى العملية بالانتقال. يمكن خلال الانتقال أن تحدث طفرة أو تغير جزء من حمض نووي ريبوزي منقوص الأكسجين في الجينوم. وتعتبر مثالا عن العناصر الوراثية المتحركة التي اٍكتشفتها بربرة مكلنتوك في بداية سيرتها العلمية، و التي نالت بفضلها جائزة نوبل لعام 1983.
الجين القافز و غرز (وراثة) أو حذف (وراثة) نوكليوتيد أو أكثر هي تغيرات في سلسلة الدنا ، معظمها يحدث على أجزاء غير مهمة في الدنا، ولا ينتج عنها سوءا. ولكن بعض تلك الطفرات يمكن أن يعطي حاملها صفة تميزه عن الآخرين، فيكون أكثر قوة أو أكثر سرعة أو أكثر نجاحا في الحصول على الغذاء مثلا ؛ أي يصبح مهيئا بطريقة أفضل للعيش في بيئته. كما يمكنه توريث تلك الصفات المميزة إلى نسله.
يقول فرانسيس كولينز المشرف على مشروع الجينوم البشري أنه يبدو أن الطفرات تحدث في المتوسط بمعدل طفرة في كل 100 مليون زوج قاعدي خلال الجيل الواحد للناس. وهذا معناه ان الإنسان منا الذي توجد في خليته نحو 3 مليارات من أزواج القواعد ؛ قاعدة من الأب وقاعدة من الأم، يحدث لكل منا نحو 60 طفرة أثناء حياته لا توجد في الأب ولا توجد في الأم.

## أمثلة
باربرا ماكلنتوك هي أول من اكتشف العناصر الناقلة في الذُرة (الذُرة الشامية) في عام 1948، والتي أعطتها فرصةً للفوز بجائزة نوبل. لاحظت ماكلنتوك عمليات الغرز والحذف والانتقال الصبغية الناتجة عن العناصر. يمكن أن تؤدي هذه التغييرات في الجينوم إلى تغيير في لون حبات الذرة. إن حوالي 85 ٪ من جينوم الذرة يتكون من عناصر ناقلة (عناصر جينية قافزة).
إن عائلة واحدة من العناصر الجينية القافزة في ذبابة الفاكهة السوداء البطن تسمى العناصر P. ويبدو أن هذه العناصر قد ظهرت لأول مرةٍ في الأنواع الموجودة فقط في منتصف القرن العشرين، وانتشرت خلال الخمسين سنة الماضية خلال كل مجموعة من الأنواع. ابتكر جيرالد ماير روبن وألان سبرادلينج تقنيةً رائدة في استخدام العناصر P الاصطناعية لإدخال الجينات في ذبابة الفاكهة عن طريق حقن الجنين.
عادةً ما تحمل الجينات القافزة (الترانسبوزونات) في البكتيريا جينًا إضافيًا للقيام بوظائف غير النقل، وغالبًا ما تكون لمقاومة المضادات الحيوية. يمكن أن تقفز هذه العناصر في البكتيريا من الحمض النووي الكروموسومي إلى البلازميدات والعودة إليها، مما يسمح بنقل الجينات وإضافتها الدائمة مثل تلك التي تشفّر المقاومة للمضادات الحيوية (يمكن إنشاء سلالات بكتيرية متعددة المقاومة للمضادات الحيوية بهذه الطريقة). تنتمي العناصر الجينية القافزة البكتيرية من هذا النوع إلى عائلة العناصر الناقلة ((Tn. تعُرف العناصر الناقلة التي تفتقر إلى جينات إضافية باسم تسلسل الغرز.
إن العنصر الناقل الأكثر شيوعًا في البشر هو تسلسل Alu)). يبلغ طوله حوالي 300 قاعدة ويمكن العثور عليه بين 300000 ومليون مرة في الجينوم البشري، ويُقدر أنه يشكل 15-17 ٪ من الجينوم البشري.
تعتبر العناصر الجينية القافزة الشبه ملاحية صنف آخر بارز من العناصر الجينية القافزة الموجودة في أنواع متعددة، بما في ذلك البشر. لقد اكتُشفت هذه العناصر لأول مرةٍ من قبل جاكوبسون وهارتل في ذبابة الفاكهة. يُعرف هذا العنصر الناقل من الصنف الثاني بقدراته الغريبة على الانتقال أفقياً في العديد من الأنواع. There are an estimated 14,000 copies of Mariner in the human genome comprising 2.6 million base pairs. يُقذّر وجود ما يقارب 14000 نسخة من العناصر الجينية القافزة شبه الملاحية في الجينوم البشري الذي يضم 2.6 مليون زوج أساسي.
يُجمع في الأجنة البشرية بين نوعين من الجينات القافزة لتكوين رنا غير مشفر يحفز تطور الخلايا الجذعية. تتوسع كتلة الخلية الداخلية للجنين خلال المراحل المبكرة للنمو مع تعداد هذه الخلايا الجذعية. تُعتبر زيادة هذا النوع من الخلايا أمر بالغ الأهمية، لأن الخلايا الجذعية تتغير في وقتٍ لاحق وتؤدي إلى ظهور جميع الخلايا في الجسم.

## في المرض
العناصر الناقلة هي المطفرات وغالبًا ما تكون حركاتها أسباب المرض الوراثي. يمكن أن تتلف هذه العناصر جينوم الخلية المضيفة بطرق مختلفة:
- يُعطَّل الجين الوظيفي عن طريق النيقول أو النيقول الرجوعي الذي يُدرج نفسه فيه.
- يُغادر الحمض النووي الجين ويترك مكانه ثغرة لا يُمكنها أن تُعالج بشكلٍ صحيح.
- يُمكن أن تؤدي النسخ المتعددة لنفس التسلسل مثل تسلسل (Alu) إلى إعاقة الاقتران الصبغي الدقيق أثناء الانقسام النصفي والانقسام الخيطي. يؤدي هذا إلى حدوث عمليات انتقال غير متكافئة، وتعتبر هذه أحد الأسباب الرئيسية لازدواج الصبغيات.

إن الأمراض التي غالباً ما تسببها العناصر الناقلة تشمل الناعور (الهيموفيليا) A و B، ونقص المناعة المشترك الشديد، والبُرفيريَّة، والتعريض للإصابة بالسرطان [32] [33] تبين أن العناصر الناقلة من سلسلة LINE1)) التي تهبط على العامل البشري الثامن تسبب الهيموفيليا. يمكن أن يتسبب خلل تنظيم العناصر الناقلة في موت الخلايا العصبية في مرض ألزهايمر.

## معدل النقل والحث والدفاع
قدّرت إحدى الدراسات معدل نقل نيقول رجوعي معين وهو عنصر Ty1 في خميرة Saccharomyces cerevisiae. تبيّن معدل عمليات النقل الناجحة لكل عنصر Ty1 ليكون حوالي مرة واحدة كل بضعة أشهر إلى مرة واحدة كل بضع سنوات. [37] تحتوي بعض العناصر الناقلة على صدمة حرارية مثل المروجين ويزيد معدل تبديلها إذا تعرضت الخلية للضغط،
```
مما يزيد من معدل الطفرة في ظل هذه الظروف، الأمر الذي من الممكن أن يكون مفيدًا للخلية.
```

تدافع الخلايا عن انتشار العناصر الناقلة بعدة طرق، وتشمل هذه جزيئات الحمض النووي الريبي المتداخلة الصغيرة (siRNAs) والمتفاعل (piRNAs) الذي يثبط العناصر الناقلة بعد نسخها.
إذا كانت الكائنات الحية تتكون في معظمها من عناصر ناقلة، فسيُفرض أن المرض الناجم عن العناصر الناقلة الموجودة في غير موضعها أمرًا شائعًا للغاية. تُثبّط العناصر الناقلة في معظم الحالات من خلال الآليات اللاجينية مثل مثيلة الحمض النووي، وإعادة تشكيل الكروماتين والحمض النووي الريبي المتفاعل.

## اقرأ أيضا
- غرز (وراثة)
- حذف (وراثة)
- إنديل